# Todor Naidenow
Todor Naidenow (* 30. Dezember 1935 in Plewen, Bulgarien) ist ein in Deutschland lebender bulgarischer Opernsänger, Maler und Grafiker.

## Leben und Werk
Naidenow studierte von 1957 bis 1962 am Ökonomischen Institut Sofia und arbeitete dann bis 1965 in Sofia als Ökonom. Von 1965 bis 1970 studierte er Gesang am Bulgarischen Staatskonservatorium (Българска държавна консерватория) in Sofia, der heutigen Nationalen Musikakademie „Prof. Pantscho Wladigerow“. Von 1970 bis 1972 war er Opernsänger in Stara Sagora und Plewen, von 1972 bis 1978 am Theater Lutherstadt Wittenberg und von 1978 bis 1988 am Landestheater Eisenach.
Daneben arbeitet er seit 1972 autodidaktisch als freischaffender Maler. Naidenow lebt in Wutha-Farnroda, wo er 1988 seine eigene Galerie Germania eröffnete. Auf Initiative Naidenows wurde im Rathaus von Wutha-Farnroda eine bis 2013 bestehende Kunstgalerie eingerichtet.
Naidenow ist ein Bewunderer und Verehrer Friedensreich Hundertwassers.

## Mitgliedschaften
- 1975 bis 1990 Verband Bildender Künstler der DDR
- Verband Bildender Künstler Thüringen e. V.

## Selbstreflexion
Naidenow nennt seine Bilder selbst „Hundertwasser im modernen Gewand, im neuen ethnographischen Stil.“

## Rezeption
Naidenow „hat sich einer seltenen und schwierigen künstlerischen Herausforderung gestellt – die Reichhaltigkeit der Rhythmen in der bulgarischen Volksmusik in Bilder umzusetzen. Diese in der Musikgeschichte einmaligen ungleichmäßigen Rhythmen – 8/8 oder 7/8, oder 9/16 usw. – sind aber keine Domäne nur für unsere Folklore. (...) Er verwendet eine dynamische und kontrastreiche polychrome Farbgebung. Diese werden als elementare Farbflächen und lineare Formakzente eingesetzt, so als ob sie ein Klangmaterial wären.“
D. Wassiljew

## Werke als Maler (Auswahl)
- Moloch Technik (Mischtechnik auf Leinwand, 1982; ausgestellt auf der XI. Kunstausstellung der DDR)

## Ausstellungen (Auswahl)

### Einzelausstellungen
- 1975: Dresden, Galerie Kunst der Zeit
- 1977: Berlin, Kulturbund-Galerie
- 1979: Dessau, Schloss Georgium
- 1983: Halle/Saale, Galerie am Hansering (mit Harald Röhrig)
- 1990: Berlin, Vertretung Steinway & Sons
- 2005: Erfurt, Galerie Waidspeicher
- 2006: Paris, Bulgarische Botschaft
- 2007: Eisenach, Reuter-Wagner-Museum
- 2011: Wutha-Farnroda, Rathausgalerie („Natur und Volk“)
- 2011: Erfurt: Galerie im Haus zum Bunten Löwen (Malerei und Grafik)
- 2015/2016: Eisenach, Stadtschloss am Markt („Retrospektive zum 80.“)

### Ausstellungsbeteiligungen
- 1982/1983: XI. Kunstausstellung der DDR
- 1984: Erfurt, Bezirkskunstausstellung
- 1987: Leipzig, Messehaus am Markt („Kunst und Sport“)